# 高橋絵美
高橋 絵美（たかはし えみ、1987年6月15日 - ）は、日本の女優及びファッションモデル。イデア所属。広島県広島市安芸区出身。

## 来歴
- 美容専門学校在学中の2007年10月、雑誌「non-no」のモデルグランプリで優勝。その後2009年5月よりホリプロに所属。ホリプロが現役モデルを獲得するのは高橋絵美が初であった[1]。
- 2011年3月をもってnon-noの専属モデルを卒業する。
- 2012年6月でホリプロを退社しイデアへ移籍した。

## 人物・エピソード
- 特技：アロマ
- 趣味：広島風お好み焼きを作ること
- ホリプロと契約した理由は、実家が同事務所の先輩である綾瀬はるかの実家と近かったとのこと[1]。

## 主な活動

### 雑誌
- non-no専属モデル（第39回(2007年) non-noグランプリ受賞）

### テレビドラマ
- 華麗なるスパイ（日本テレビ）、第4話・レイ役
- まっすぐな男（関西テレビ）（2010年1月-3月）
- 月曜ゴールデン ヤメ刑探偵 加賀美塔子（TBS）（2011年6月6日）井本暁美役
- 月曜ゴールデン ヤメ刑探偵 加賀美塔子②（TBS）（2012年）井本暁美役
- 月曜ゴールデン ヤメ刑探偵 加賀美塔子③（TBS）（2015年9月7日）井本暁美役

### CM
- 牛角（2014年）[2]
- 日糧製パン「絹艶」（2014年）[3]